# 대한민국 항공위성 1호
항공위성 1호기는 KASS의 정밀한 위치정보 서비스를 제공하기 위한 위성이다.

## 개요
2022년 6월 23일에 대한민국 국토교통부는 대한민국 전역에 정밀한 위치정보 서비스를 제공하기 위한 한국형 항공위성서비스(KASS)의 '항공위성 1호기' 발사에 성공했다고 밝혔다.
항공위성 1호기는 프랑스령 기아나 우주센터에서 발사되었다.

## 같이 보기
- KASS
- 항공항법시스템